# نورپردازی صحنه

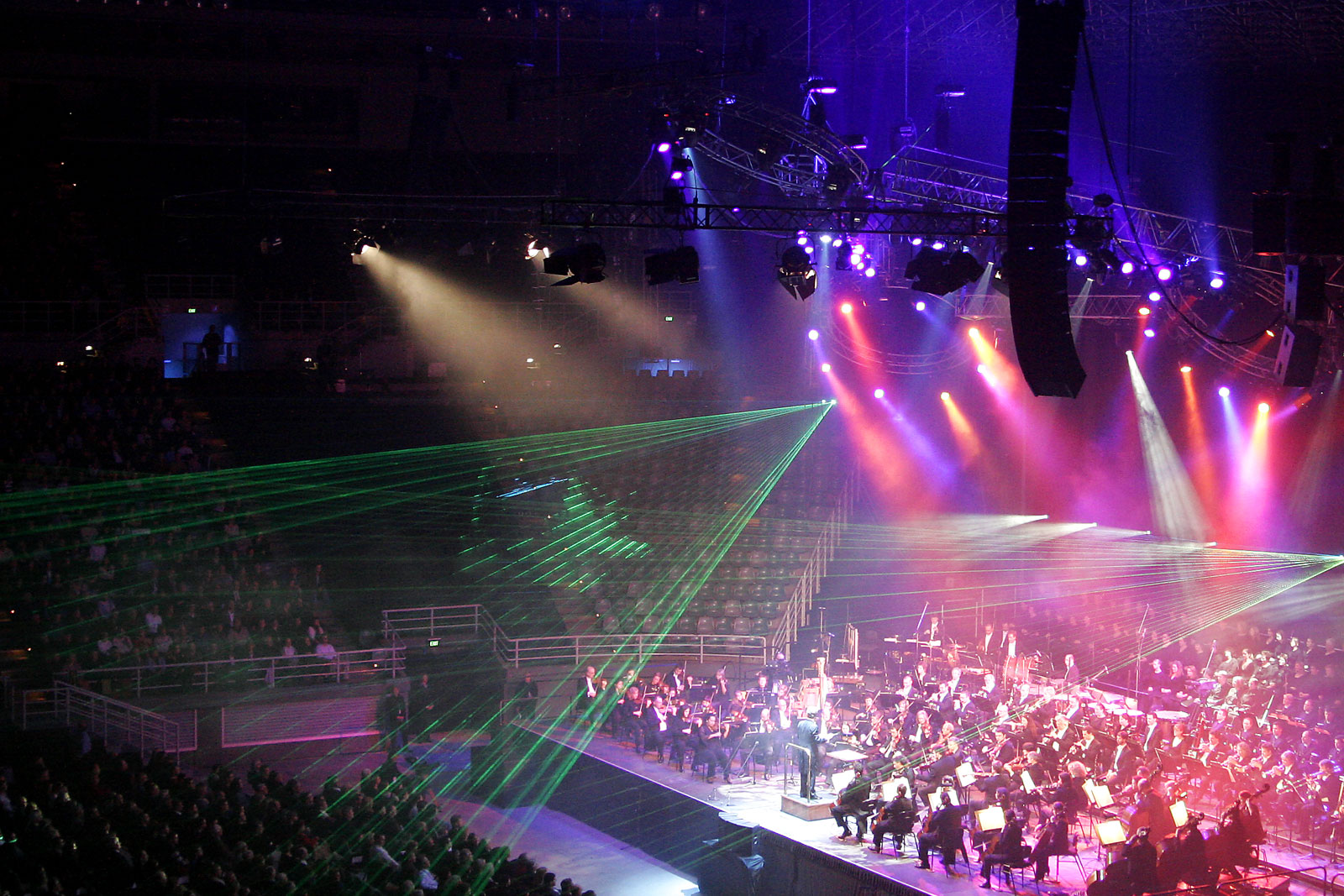
نورپردازی معمولی صحنه به همراه جلوه‌های لیزری ویژه

نورپردازی صحنه نوعی هنر نورپردازی است که در تولید تئاتر، رقص، اپرا و سایر هنرهای نمایشی اعمال می‌شود. در این رشته از انواع مختلف سازهای نورپردازی صحنه استفاده می‌شود. علاوه بر نورپردازی اولیه، نورپردازی صحنهٔ مدرن می‌تواند شامل جلوه‌های ویژه مانند لیزر و ماشین مه باشد. افرادی که در نورپردازی صحنه کار می‌کنند معمولاً به عنوان تکنسین نورپردازی یا طراحان نور شناخته می‌شوند.
تجهیزات مورد استفاده برای نورپردازی صحنه (مانند کابل کشی، دیمرها، ابزارهای نورپردازی که شامل چراغ های لنزی و نور های آمبی انس و کنترلرها) همچنین در سایر برنامه‌های نورپردازی، از جمله رویدادهای شرکتی، کنسرت، نمایش‌های تجاری، پخش تلویزیون، تولید فیلم، استودیوهای عکاسی و انواع دیگر استفاده می‌شود. 

## تاریخچه
اولین شکل شناخته شده نورپردازی صحنه در طول تئاترهای یونان اولیه (و بعداً روم) بود. آنها تئاترهای خود را از شرق به غرب می‌ساختند تا بعد از ظهر بتوانند نمایشنامه اجرا کنند و نور طبیعی خورشید تنها به بازیگران برسد، نه تماشاچیانی که در ارکستر نشسته‌اند. خانه‌های بازی (پرده های نمایش)با دهانه مدور بزرگ در بالای سالن از نور طبیعی ساخته شدند. تئاترهای انگلیسی مدرن اولیه بدون سقف بودند و اجازه می‌دادند از نور طبیعی برای نورپردازی صحنه استفاده شود. همان‌طور که تئاترها مسقف شدند، نور مصنوعی به یک ضرورت تبدیل شد و با پیشرفت تئاترها تکنولوژی نیز در آن ها توسعه یافت. در تاریخی نامعلوم، نور شمع معرفی شد که تحولات بیشتری را در زمینه نورپردازی تئاتر در سراسر اروپا به ارمغان آورد.
در دوره حکمرانی الیور کرامول بر بریتانیا، تمام تولیدات صحنه در سال ۱۶۴۲ به حالت تعلیق درآمد و هیچ پیشرفتی در تئاترهای انگلیسی انجام نشد. در طول این قحطی تئاتری، تحولات بزرگی در تئاترهای سرزمین اصلی اروپا ایجاد شد. چارلز دوم که بعداً به شاه چارلز دوم معروف شد، شاهد شیوه‌های نمایشی ایتالیایی بود و با به قدرت رسیدن، آنها را به انگلستان آورد. تئاتر های جدید در انگلستان ساخته شدند و اندازه بزرگ آنها نیاز به نورپردازی دقیق‌تری داشت. پس از بازسازی سالن‌ها، مشخص شد که «منبع اصلی نور در سالن‌های بازسازی، لوسترها هستند» که «به سمت جلوی خانه و به‌ویژه بالای جنگل متمرکز شده‌اند». تئاترهای انگلیسی در این مدت از شمع‌های فرورفته برای روشن کردن لوسترها و دیوارکوب‌ها استفاده می‌کردند. شمع‌های غوطه‌ور شده با فرو بردن مکرر فتیله در موم داغ برای ایجاد یک شمع استوانه‌ای ساخته می‌شوند. شمع‌ها بدون توجه به آنچه روی صحنه اتفاق می‌افتد، نیاز به پیرایش و روشن شدن مکرر داشتند، زیرا چربی داغ هم روی تماشاگران و هم روی بازیگران می‌چکید.

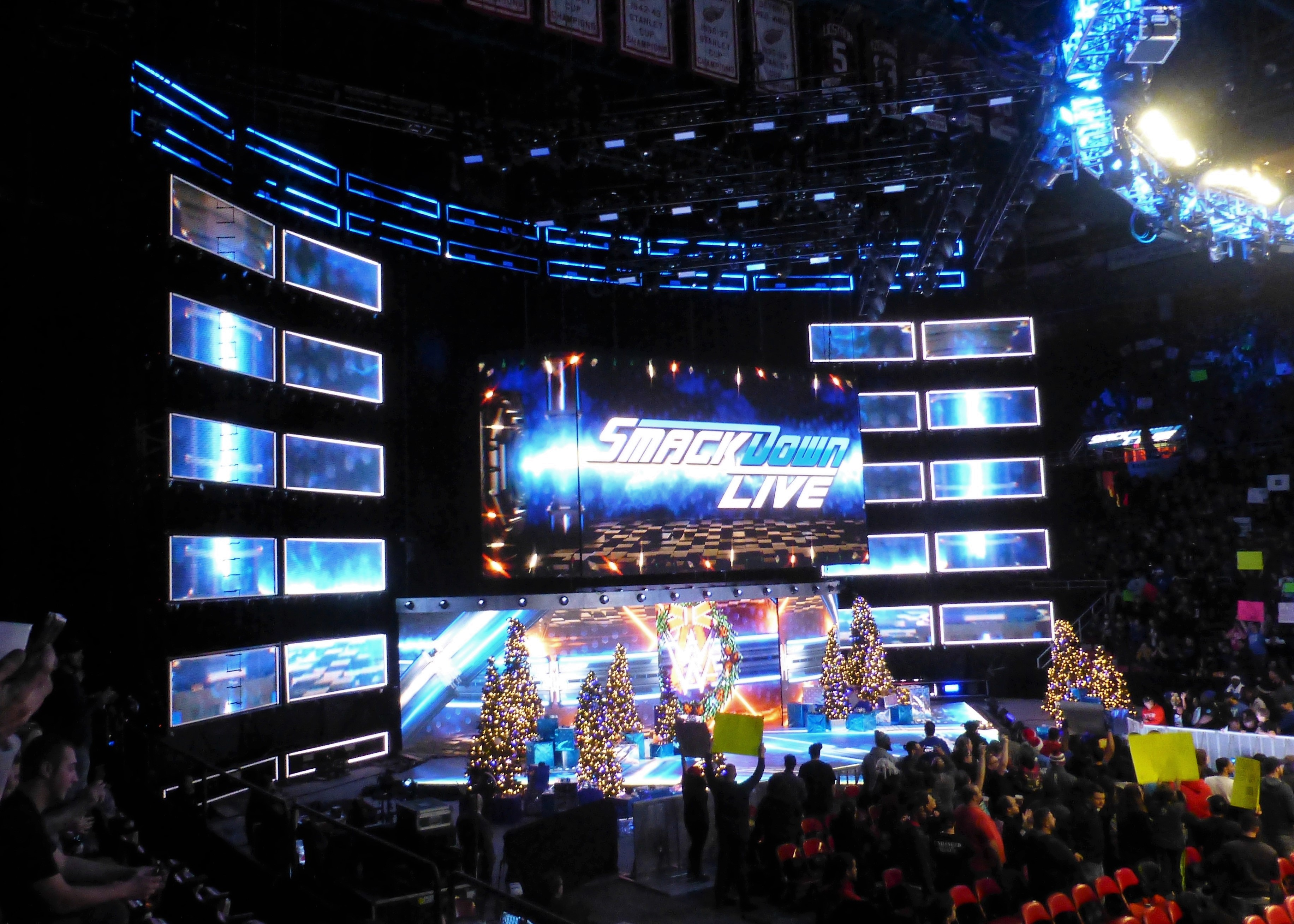
نمونه ای از نورپردازی صحنه، خرپاها و تخته‌های LED در طول نمایش کشتی حرفه ای تلویزیونی WWE SmackDown Live استفاده می‌شود.

پس از اصلاحات چالز دوم دو نوع مختلف از تئاترها در انگلستان وجود داشت: تئاترهای تجاری و تئاترهای دادگاه مرمت. تئاترهای تجاری به دلایل اقتصادی «در نورپردازی محافظه‌کارانه‌تر» عمل می‌کنند و به همین دلیل عمدتاً از «لوسترهای شمع‌سوز» استفاده می‌کنند. تئاترهای دادگاهی می‌توانستند از «بیشتر نوآوری‌های قاره‌ای» در تولیدات خود استفاده کنند. تئاترهایی مانند تئاتر دروری لین و تئاتر کاونت گاردن توسط یک لوستر مرکزی بزرگ روشن می‌شدند و رنگ‌های متفاوتی داشتند. تعداد لوسترهای صحنه کوچکتر و دیوارکوب‌های شمع در اطراف دیوارهای تئاترها قرار داشتند. دو سالن اصلی دربار که بین سال‌های ۱۶۶۰ و ۱۶۶۵ ساخته شدند، تئاتر کابین خلبان و سالن تئاتر بودند. به نظر می‌رسید که لوسترها و دیوارکوب‌ها منابع روشنایی اولیه در اینجا باشند، اما پیشرفت‌های دیگری به‌ویژه در سالن در حال انجام بود. در دهه ۱۶۷۰، سالن تئاتر شروع به استفاده از چراغ‌های پا کرد و بین سال‌های ۱۶۷۰ تا ۱۶۸۹ از شمع یا لامپ استفاده می‌کرد. می‌توان اشاره کرد که در پایان قرن هفدهم، «صحنه‌های فرانسوی و انگلیسی تقریباً مشابه بودند». اطلاعات اندکی که مورخان در اختیار دارند تا اواسط قرن ۱۸ تغییر چندانی نکرده‌است. نورپردازی گازی در اوایل دهه ۱۸۰۰ با شروع تئاترهای دروری لین و کاونت گاردن به صحنه انگلیسی روی آورد. در دهه ۱۸۲۰، نوع جدیدی از روشنایی مصنوعی ایجاد شد. در این نوع روشنایی، از شعله گاز برای گرم کردن سیلندر آهک زنده (اکسید کلسیم) استفاده می‌شود. با رسیدن به دمای معین، آهک زنده شروع به تابش می‌کند. سپس این نور می‌تواند توسط بازتابنده‌ها و عدسی‌ها هدایت شود. مدتی از توسعه این روشنی جدید گذشت تا اینکه راه خود را برای استفاده در تئاتر پیدا کرد، که از حدود سال ۱۸۳۷ شروع شد. پیشرفت‌های نورپردازی که در تئاترهای انگلیسی در این بازه زمانی ایجاد شد، راه را برای پیشرفت‌های نورپردازی بسیاری در دنیای تئاتر مدرن هموار کرد.